# Victor 6000

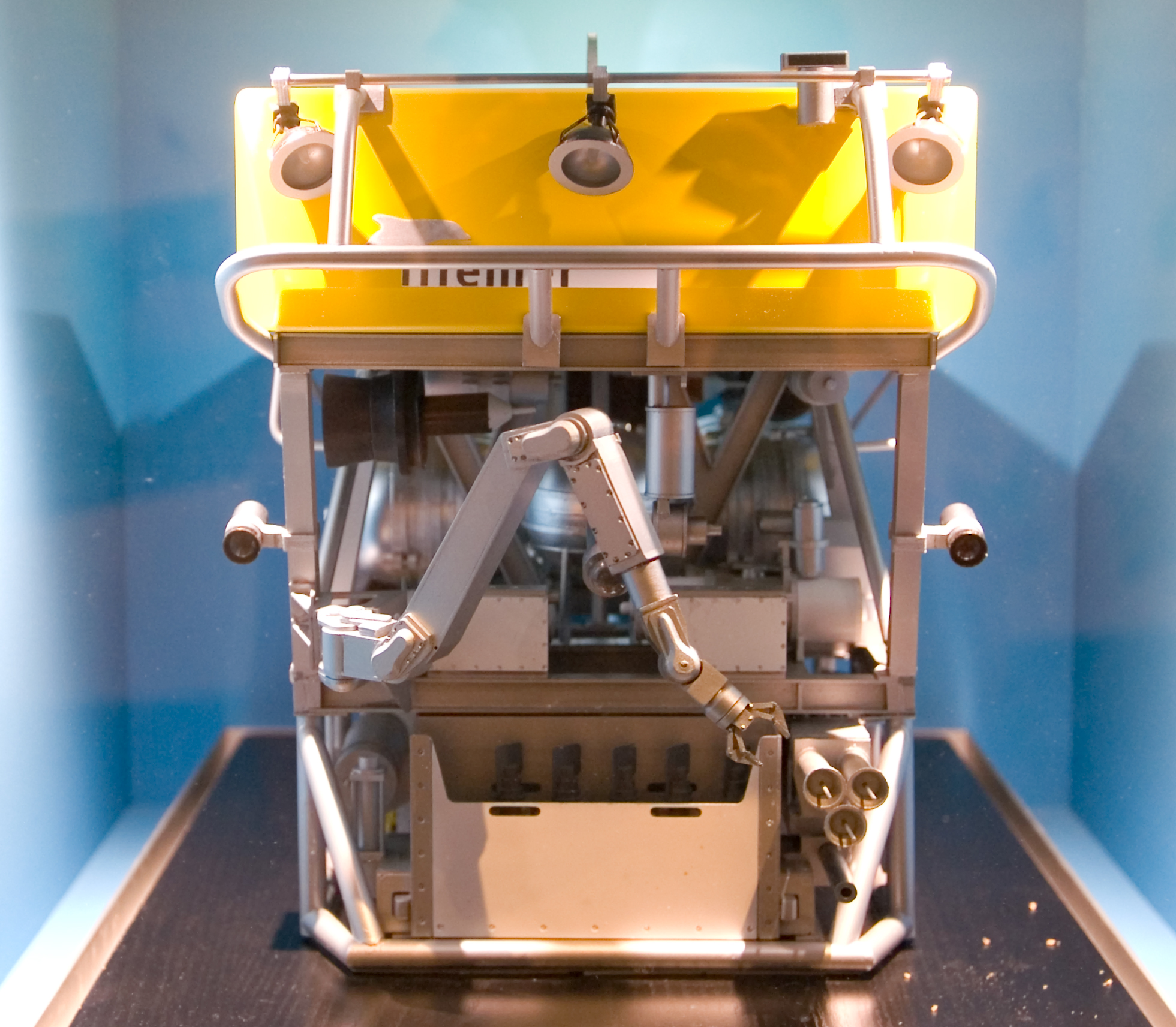
Modelo a escala 1⁄10 del Victor 6000 en el Museo Nacional de la Marina (Francia).

El Victor 6000 es un ROV sumergible para aguas profundas operado por el Instituto Francés de Investigación para la Explotación del Mar (IFREMER). En servicio desde 1999, puede alcanzar profundidades de hasta 6 000 metros.

## Diseño
El Victor 6000 es un vehículo submarino teledirigido (ROV) que pesa 4,6 t (4,5 toneladas largas; 5,1 toneladas cortas) y mide 3,07 m de largo, 2,77 m de alto y 2,14 m de ancho. Es capaz de alcanzar profundidades de 6 000 metros (20 000 pies). Se controla y alimenta a través de un cable de 8,5 km (5,3 mi) que lo conecta a su buque anfitrión, pero puede funcionar de forma autónoma durante 100 horas.

## Historial operativo

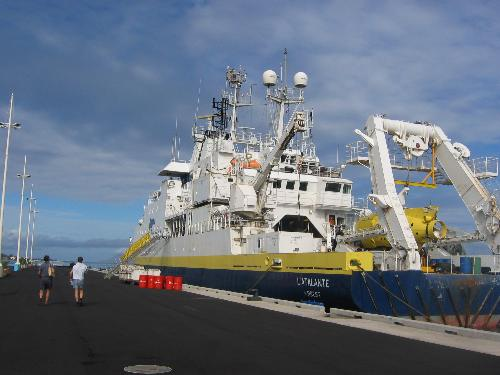
El buque L'Atalante en 2004.

Del 30 de abril al 3 de junio de 2002, el Victor 6000, a bordo del buque de investigación L'Atalante del IFREMER, participó en la campaña oceanográfica PHARE (Peuplements hydrothermaux, leurs associations et relations avec l'environnement) y apareció en un documental sobre la expedición realizado por Jean-François Ternay.
La fauna expuesta en el tanque presurizado de aguas profundas Abyss Box fue recogida por el Victor 6000.
Durante una expedición científica con el buque de investigación IFREMER en noviembre de 2020, se utilizó el Victor 6000 para descubrir un cazabombardero SNCASE Aquilon, desaparecido desde 1960, a una profundidad de 2 400 metros al sur de Porquerolles (Francia).

### Incidente del sumergible Titan (2023)
En julio de 2023, Victor 6000 y el buque L'Atalante fueron utilizados en un intento de rescate en la búsqueda del sumergible Titan, cerca del pecio del RMS Titanic.